# Printzia nutans
Printzia nutans là một loài thực vật có hoa trong họ Cúc. Loài này được (Bolus) Leins miêu tả khoa học đầu tiên năm 1971.